# 광덕계양로
광덕계양로(Gwangdeokgyeyang-ro) 평택시 현덕면 장수교차로에서 팽성읍를 잇는 도로이다.

## 주요 경유지
경기도
- 평택시 (현덕면 . 팽성읍)

## 노선
| 이름         | 접속 노선                  | 소재지 | 소재지 | 비고                 |
| ------------ | -------------------------- | ------ | ------ | -------------------- |
| 장수 교차로  | 국도 제39호선 (서해로)     | 평택시 | 현덕면 | 부여방면 진입 블가   |
| 기산과선교   |                            | 평택시 | 현덕면 |                      |
| (이름없음)   | 기산1길                    | 평택시 | 현덕면 |                      |
| 기산교       |                            | 평택시 | 현덕면 |                      |
| 대안 교차로  | 현덕로                     | 평택시 | 현덕면 |                      |
| 보리고개     |                            | 평택시 | 현덕면 |                      |
| 신왕터널     |                            | 평택시 | 현덕면 | 지방도 제313호선구간 |
| 평택국제대교 |                            | 평택시 | 현덕면 | 지방도 제313호선구간 |
|              | 팽성읍                     | 평택시 |        | 지방도 제313호선구간 |
| 신대 교차로  | 국도 제43호선 (세종평택로) | 평택시 |        | 지방도 제313호선구간 |
| (이름없음)   | 계양로 본정1길             | 평택시 |        | 지방도 제313호선구간 |
| (생태터널)   |                            | 평택시 |        | 지방도 제313호선구간 |
| (이름없음)   | 팽성남로                   | 평택시 |        | 지방도 제313호선구간 |